# Teoria ewolucji stopniowej
Teoria ewolucji stopniowej - głosi, że ewolucja postępuje z mniej lub bardziej stałą szybkością, co nie znajduje odbicia w dowodach kopalnych, są bowiem niekompletne (niekiedy odkrywane są wszystkie formy pośrednie, co stanowi mocny dowód na obronę teorii ewolucji stopniowej). Teoria ewolucji utrzymuje, że populacje oddalały się od siebie z wolna, na skutek stopniowego gromadzenia cech adaptacyjnych w obrębie populacji. Akumulacja owych cech adaptacyjnych była wynikiem działania różnych typów presji selekcyjnej na populacje żyjące w różnych środowiskach. Liczne dowody kopalne pochodzące z długich okresów o niedostrzegalnych zmianach gatunków wydają się przemawiać przeciwko teorii ewolucji stopniowej. Jednakże zwolennicy tej teorii sądzą, że wszystkie okresy zastoju, utrwalone w danych kopalnych, są wynikiem selekcji stabilizującej. Podkreślają też, że okresy zastoju odczytywane z danych kopalnych są złudne, ponieważ skamieliny nie odzwierciedlają wszystkich aspektów zmian ewolucyjnych. W skamielinach widoczne są zmiany budowy zewnętrznej i budowy szkieletu, nie uwidoczniają się natomiast ważne dla ewolucji zmiany budowy wewnętrznej, fizjologii, zachowania się i roli ekologicznej. Zwolennicy teorii ewolucji stopniowej uważają, że gwałtowna ewolucja ma miejsce jedynie wówczas, gdy działa silna selekcja kierunkowa.
Źródła:
BIOLOGIA, autorzy: Salomon Eldra Pearl, Berg Linda, Martin Diana ,wydawnictwo Multico,ISBN 978-83-7073-412-1